# Daniel Mitov
Daniel Pavlov Mitov (Bulgaars: Даниел Павлов Митов) (Sofia, 4 december 1977) is een Bulgaarse politicus. Van augustus 2014 tot januari 2017 was hij minister van Buitenlandse Zaken in het kabinet van Boyko Borisov.

## Biografie
Mitov studeerde politieke wetenschappen aan de Universiteit van Sofia. Tevens studeerde hij aan de Nieuwe Bulgaarse Universiteit. Na zijn studie was hij werkzaam bij multinationals en was hij tevens vicevoorzitter van de partij Democraten voor een Sterk Bulgarije. Mitov was verbonden aan het National Democratic Institute for International Affairs en was in deze functie betrokken bij de ontwikkeling van politieke partijen in Irak. Later was hij tevens voor de organisatie werkzaam in Libië, Jemen en Tunesië.
In augustus 2014 werd hij benoemd tot minister van Buitenlandse Zaken in het waarnemende kabinet van Georgi Bliznashki. Twee maanden later mocht hij zijn ambt voorzetten in het kabinet van Boyko Borisov. Mitov behield de functie tot januari 2017.